# Salmagne
Salmagne é uma comuna francesa na região administrativa de Grande Leste, no departamento de Meuse. Estende-se por uma área de 16,73 km². Em 2010 a comuna tinha 305 habitantes (densidade: 18,2 hab./km²).